# Fenix TX (album)
Fenix TX è il secondo album in studio del gruppo musicale statunitense Fenix TX, pubblicato il 13 luglio 1999 dalle etichette discografiche MCA Records e Drive-Thru Records.

## Tracce
Testi e musiche dei Fenix TX
1. Flight 601 (All I've Got Is Time) – 3:28
2. Minimum Wage – 2:02
3. Surf Song – 2:37
4. All My Fault – 2:49
5. Jolly Green Dumbass – 2:51
6. G.B.O.H. – 3:25
7. Ben – 3:27
8. Philosophy – 4:13
9. Philosophy – 2:18
10. No Lie – 2:38
11. Apple Pie Cowboy Toothpaste – 4:50
12. Jean Claude Trans Am – 2:37
13. Rooster Song – 2:30

## Classifiche
| Classifica (2000) | Posizione massima |
| ----------------- | ----------------- |
| Stati Uniti       | 115               |